# Kroktjärnen, Närke
Kroktjärnen är en sjö i Örebro kommun i Närke och ingår i Norrströms huvudavrinningsområde. Sjöns area är 0,02 kvadratkilometer och den är belägen 179 meter över havet.